# Gonomyia (Gonomyia) subbrevicula
Gonomyia (Gonomyia) subbrevicula is een tweevleugelige uit de familie steltmuggen (Limoniidae). De soort komt voor in het Neotropisch gebied.